# Wu Jiaqing
Wu Jiaqing (chinesisch 吳珈慶; * 9. Februar 1989 als Wu Chia-ching in Taiwan) ist ein taiwanischer Poolbillardspieler, der seit 2011 für die Volksrepublik China antritt.

## Karriere
Im Jahr 2005 gewann er mit nur 16 Jahren und 5 Monaten als bis dahin jüngster Spieler überhaupt die Weltmeisterschaft im 9-Ball im Finale gegen seinen Landsmann Kuo Po-Cheng. Im gleichen Jahr gewann er auch die Weltmeisterschaft im 8-Ball im Finale gegen den Niederländer Nick van den Berg. 2006 gewann er mit den All Japan Open noch einmal ein größeres Turnier und schied bei der 9-Ball-WM 2006 erst im Viertelfinale gegen den späteren Sieger Ronato Alcano aus. Beim World Pool Masters 2006 schaffte er es bis ins Halbfinale.
2008 erreichte er das Finale der ersten offiziellen WM im 10-Ball, unterlag im Finale jedoch Darren Appleton mit 11:13.
Im September 2015 erreichte er das Halbfinale der 9-Ball-WM und verlor dieses mit 10:11 gegen den späteren Weltmeister Ko Pin-yi. Bei der 9-Ball-WM 2016 schied er in der Runde der letzten 32 gegen Denis Grabe aus.
Im August 2016 gewann er durch einen 11:4-Finalsieg gegen Cheng Yu-hsuan die China Open.

## Staatsbürgerschaft
2011 nahm Wu die Staatsbürgerschaft der Volksrepublik China an. Im Zuge dessen änderte er die Schreibweise seines Namens von Wu Chia-Ching in Wu Jiaqing. Wu lebt bereits seit 2010 in der Volksrepublik, zunächst in Shenzhen in der Provinz Guangdong, inzwischen in der Hauptstadt Peking.
Laut Wu erfolgte dies aus sportlichen und nicht aus politischen Gründen. Bereits 2009 erwog Wu eine andere Staatsbürgerschaft – die von Singapur – anzunehmen und hatte daraufhin mit dem nationalen Verband Streitigkeiten. So kam es, dass er zwischen 2009 und 2011 kaum an Turnieren teilnehmen durfte.
Laut Medienberichten besitzt er immer noch die Staatsbürgerschaft Taiwans, was ihn zu Militärdienst verpflichtet, wenn er auf das Staatsgebiet Taiwans zurückkehrt.